# Băla (gmina)
Băla – gmina w Rumunii, w okręgu Marusza. Obejmuje miejscowości Băla i Ercea. W 2011 roku liczyła 756 mieszkańców.